# Siq
El Siq (en árabe: السيق‎, transliterado al-Sīq, transcrito as-Sīq) es la entrada principial a la antigua ciudad de Petra, en el sur de Jordania. El estrecho desfiladero (llegando a un mínimo de 3 metros en algunos puntos) serpentea a lo largo de 1,2 km para desembocar en las ruinas más elaboradas de Petra, el mausoleo real conocido como Al Khazneh (el Tesoro). El valle en el que se emplaza Siq se conoce como Bab as-Sīq (Paso al Siq).
A diferencia de otros cañones de ranura, como el cañón del Antílope, formados directamente por la erosión del agua, El Siq es una falla natural originada por fuerzas tectónicas. Sería más tarde cuando el cañón se erosionó por el agua. Las paredes de El Siq tienen una altura de entre 91 y 182 m de altura.
La entrada a El Siq contiene una enorme presa, reconstruida en 1963 y nuevamente en 1991, diseñada para cerrar la desembocadura del Siq y desviar las aguas del Wadi Musa. La presa es una fiel reconstrucción de la que hicieron los nabateos para controlar el Wadi Musa entre el siglo I a. C. y el siglo I. La entrada aún conserva los restos de un arco monumental, del cual sólo los dos pilares y algunas piedras talladas del arco han sobrevivido. El arco se derrumbó en 1896 después de un terremoto, pero su aspecto es conocido gracias a las litografías de Matthew Boulby y David Roberts.

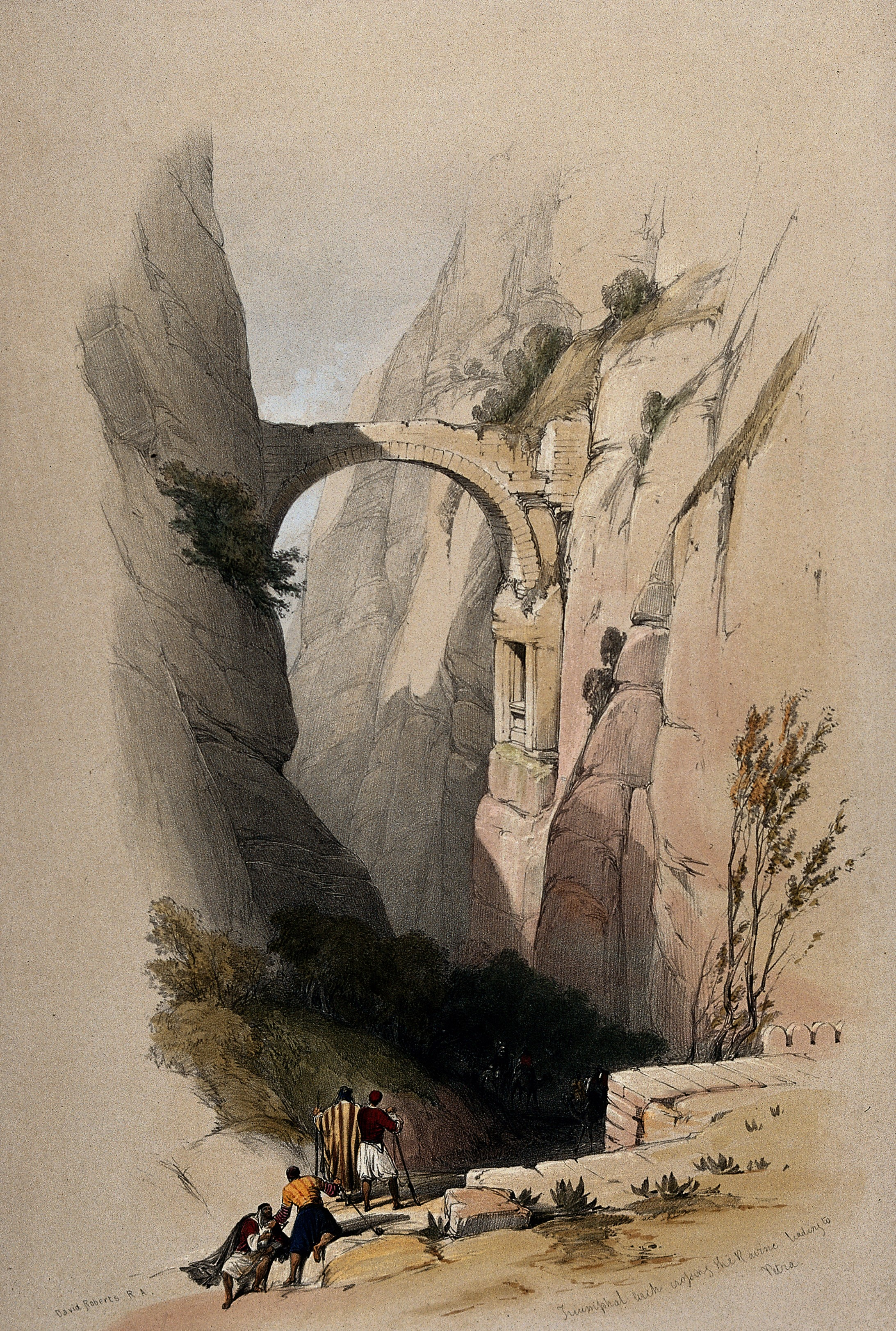
El arco, destruido por un terremoto en 1896, dibujado en 1839; ilustración de Tierra Santa, Siria, Idumea, Arabia, Egipto y Nubia.

El Siq era utilizado en la antigüedad como la entrada principal de las caravanas a Petra. A lo largo de las dos paredes de la fisura se pueden encontrar una serie de nichos conmemorativos que contienen betilos, lo que sugiere que El Siq era sagrado para el pueblo nabateo. En 1998, un grupo de estatuas fueron descubiertos durante la excavación que se llevó a cabo para bajar el nivel de la carretera en más de dos metros. Aunque la parte superior está muy erosionada, todavía es posible reconocer las figuras de dos comerciantes, cada uno de ellos con dos camellos. Las figuras tienen casi el doble del tamaño natural.
A lo largo de El Siq hay también algunas cámaras subterráneas, cuya función no está aclarada. La posibilidad de que eran tumbas se ha descartado, pero a los arqueólogos les resulta difícil creer que fueran viviendas. La teoría que cuenta con más consenso es que en ellas se alojaban los guardias que defendían la entrada principal de Petra.

## Galería

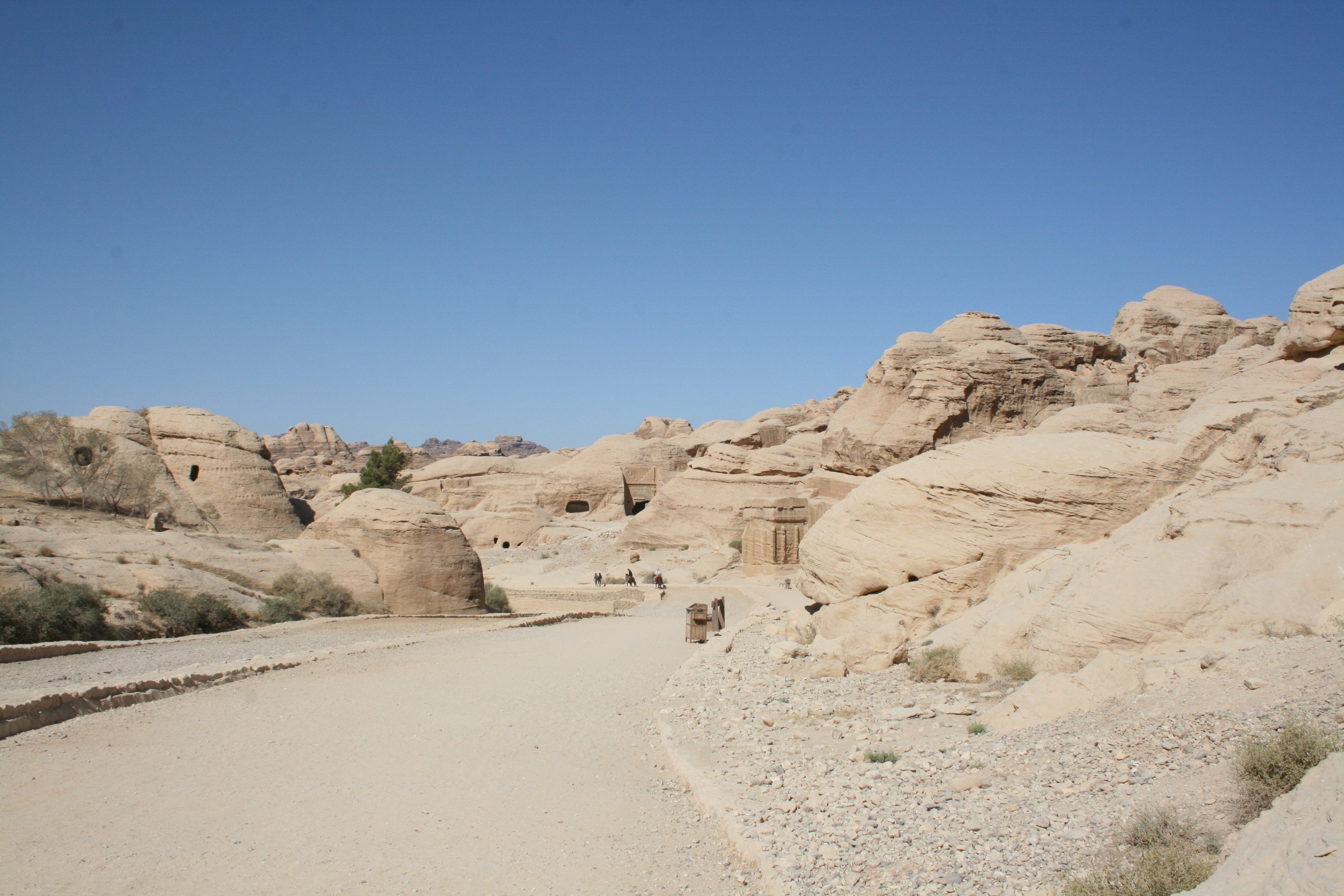
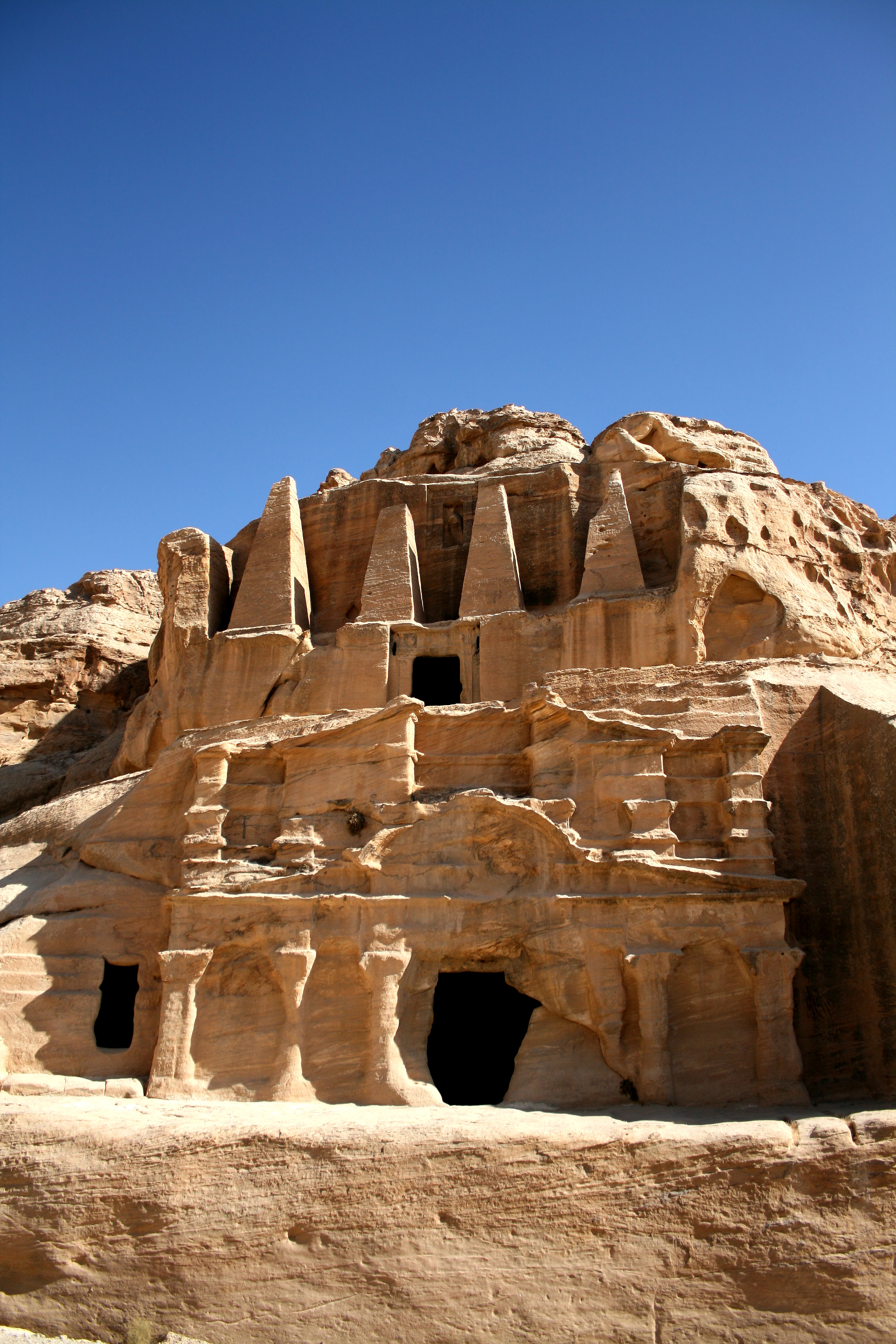
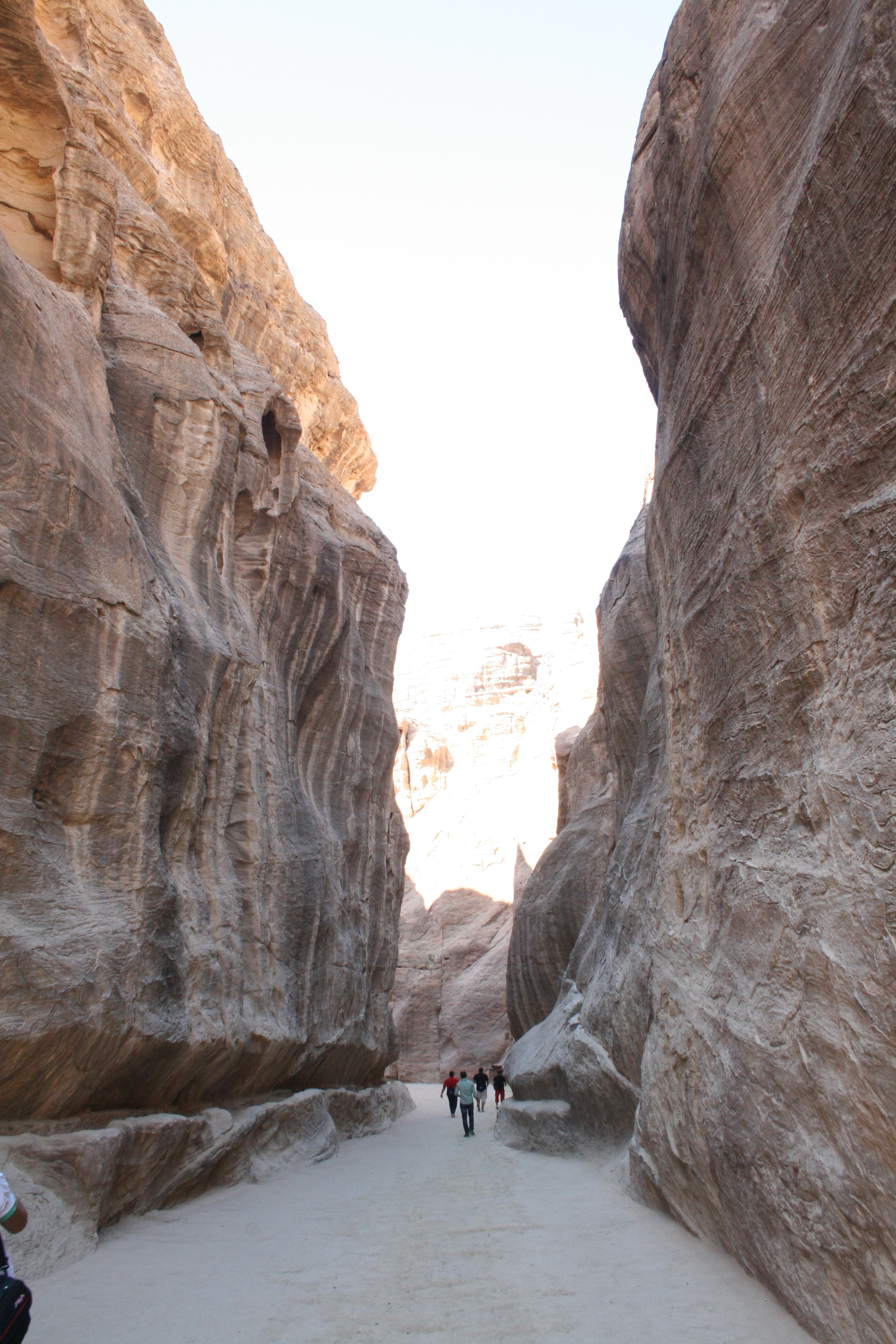
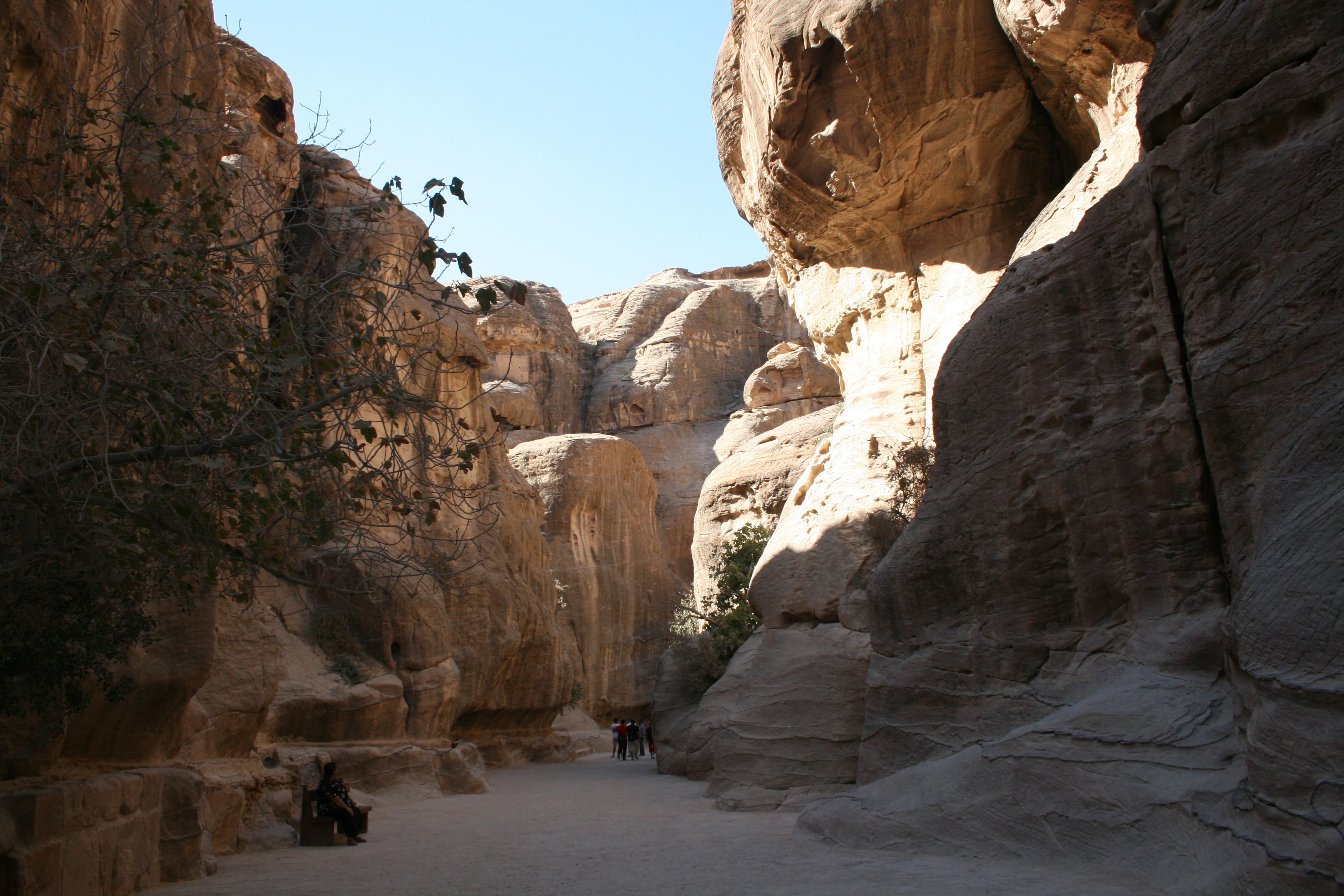
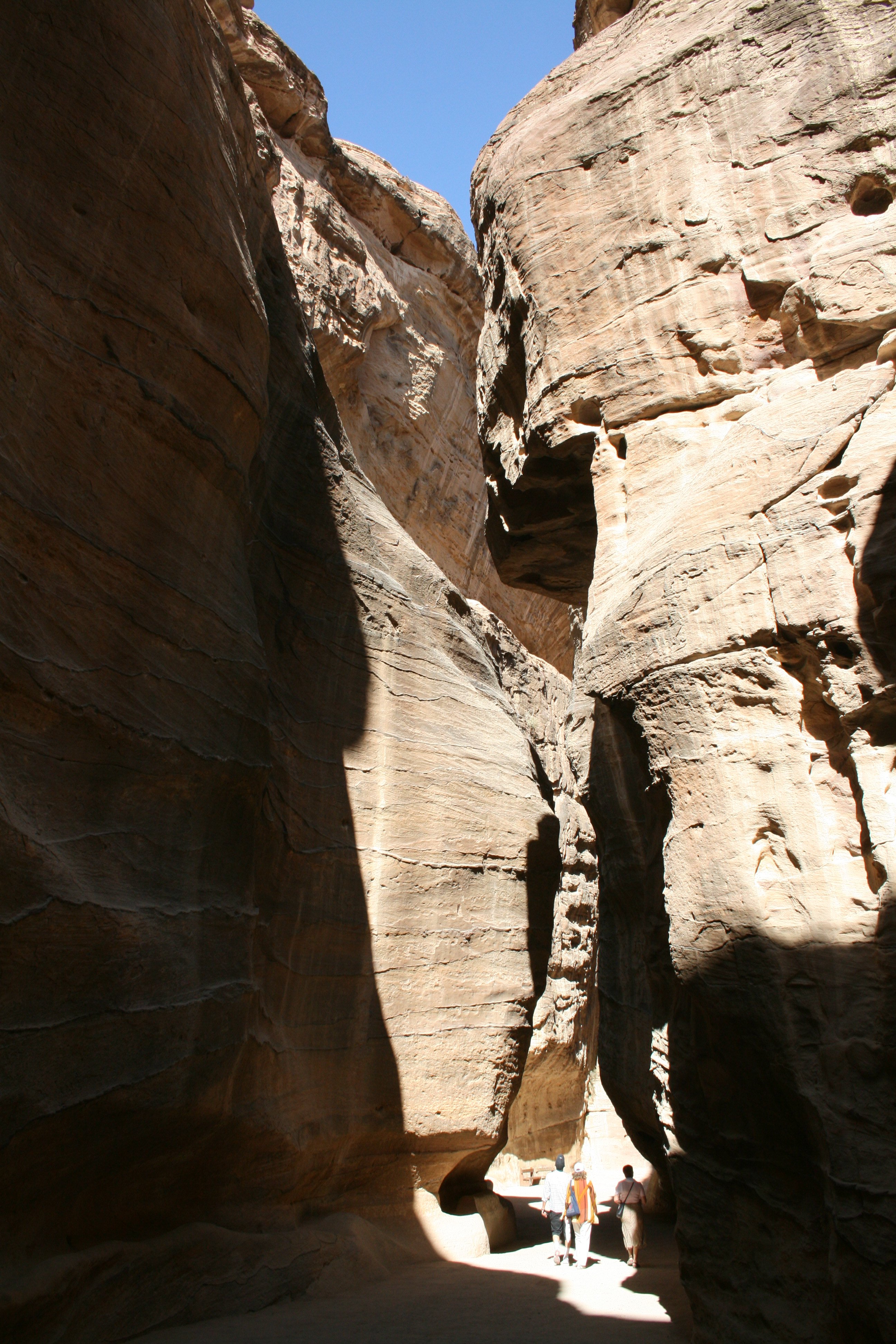
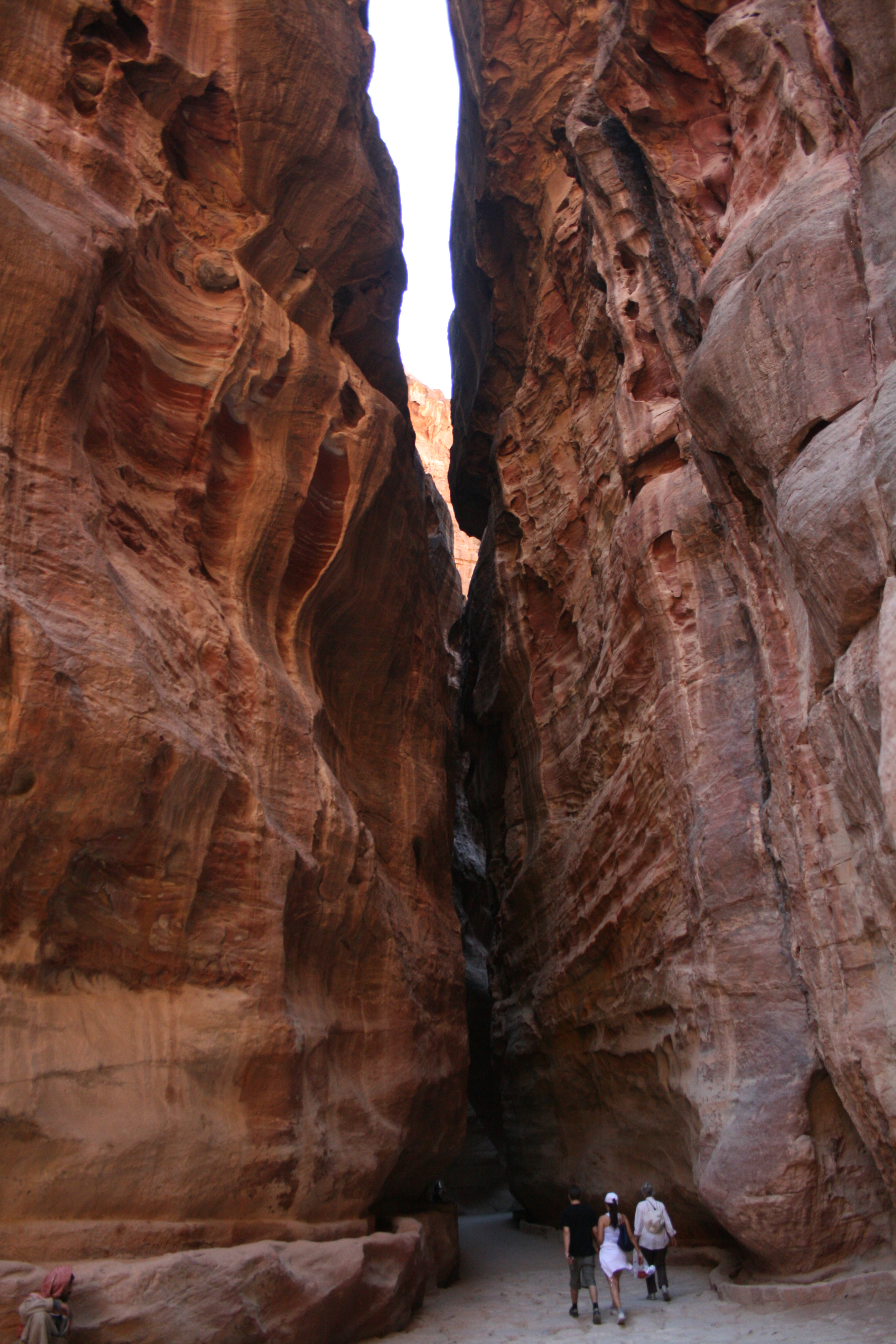
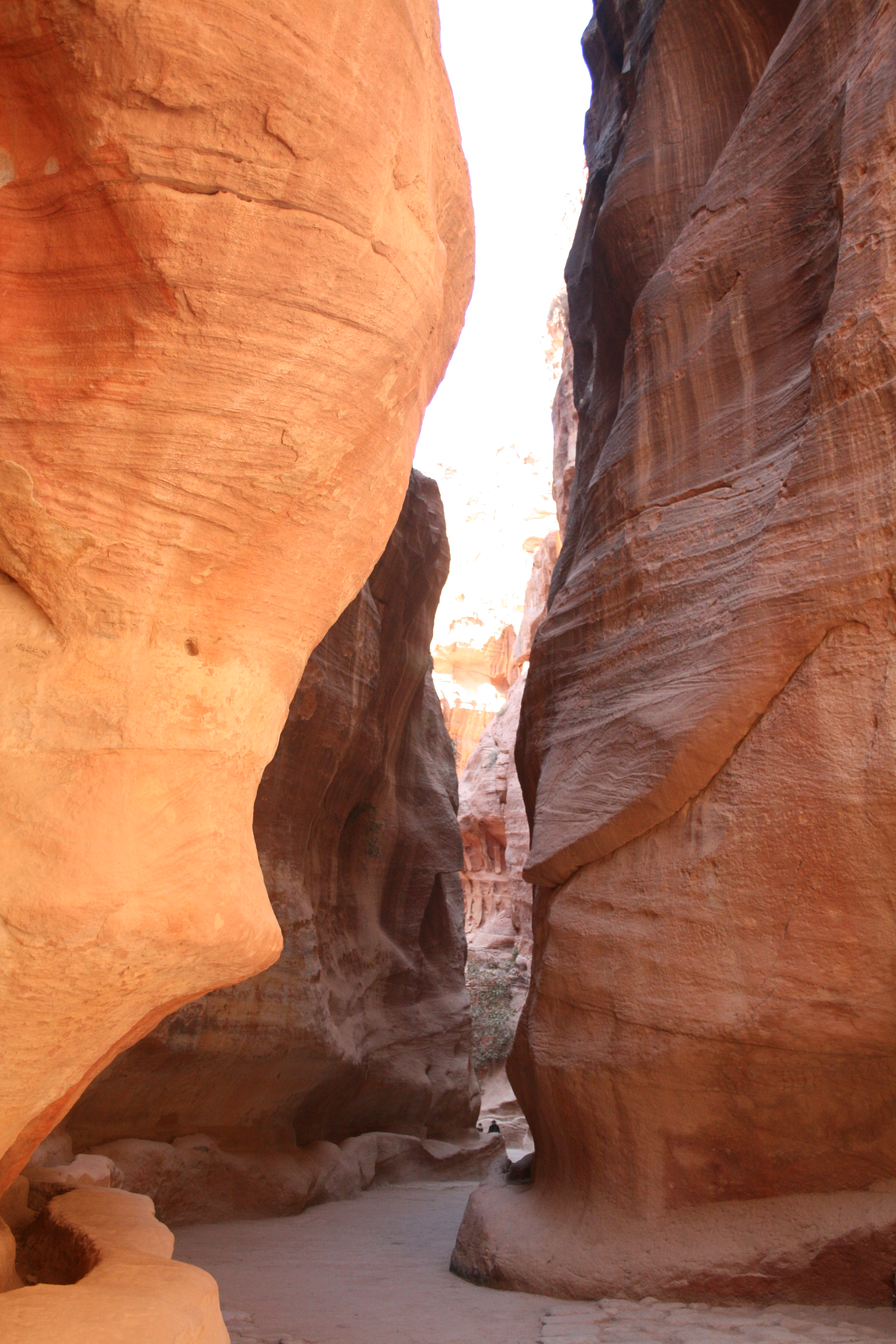